# Betkowo
Betkowo – wieś w Polsce położona w województwie wielkopolskim, w powiecie kościańskim, w gminie Czempiń.
W latach 1975–1998 miejscowość administracyjnie należała do województwa poznańskiego.
We wsi znajduje się zabytkowy zespół folwarczny, złożony z rządcówki (1. ćwierć XIX wieku), stajni przebudowanej na owczarnię (koniec XIX wieku), obory, spichlerza i stelmacharni (koniec XIX wieku), stodoły (również przerobionej na owczarnię, koniec XIX wieku) i murowanego ogrodzenia z bramą (2. połowa XIX wieku). 